# Samuel Osiński
 Samuel Osiński  herbu Radwan (zm. 1649) – podczaszy oszmiański 1635–1643, oberszter gwardii królewskiej Władysława IV od 1640, administrator ekonomii brzeskiej od 1641, ciwun berżański 1642–1643, oboźny wielki litewski od 1645.
Syn Pawła, dworzanina królewskiego i skarbnika oszmiańskiego. Posłował z woj. wileńskiego na elekcję Władysława IV. W roku 1633 rozpoczął służbę w gwardii królewskiej i wziął udział w wojnie smoleńskiej. Jako kapitan gwardii otrzymał w 1635 podczaszostwo oszmiańskie. W 1636 został majorem królewskiego regimentu pieszego gwardii królewskiej, natomiast w 1640 oberszterem. W lutym 1641 w zamian za utrzymanie 500 piechoty gwardii i 1500 zł rocznego dochodu dla króla, niespodziewanie otrzymał ekonomię (dobra królewskie) brzeską, rywalizując w jej otrzymaniu z największymi magnatami litewskimi. W marcu tego roku występował też jako ciwun berżniański. W 1643 towarzyszył Władysławowi IV w podróży na Litwę. W czasie pobytu króla w Wilnie doszło tam do rozruchów wśród mieszczan, które Osiński stłumił siłą. 20 kwietnia 1645 otrzymał urząd oboźnego litewskiego po Pawle Janie Sapieże. Gdy wiosną 1646 Władysław IV rozpoczął przygotowania do wojny tureckiej, Osiński przeprowadzał z jego ramienia zaciągi; prawdopodobnie jego regiment nie osiągnął jednak planowanej liczby 2400 piechoty. W wyniku narastającej opozycji przeciw wojnie Osiński, wraz z dwoma innymi oberszterami, przedłożył królowi prośbę o zwolnienie ze służby, lecz król ją odrzucił i Osiński pozostał na dawnym stanowisku obersztara regimentu pieszego gwardii.
Po śmierci Władysława IV, wobec wojny z Kozakami, senatorzy zaciągnęli w maju 1648 gwardię Osińskiego na służbę Rzeczypospolitej. Osiński udał się w kierunku Łucka na pomoc hetmanom. Na wieść o klęsce pod Korsuniem (26 maja) postanowiono przerzucić tę grupę pod Gliniany, gdzie miała się połączyć z Władysławem Dominikiem Zasławskim-Ostrogskim. Osiński przybył pod Gliniany, ale wobec zmiany rozkazu poszedł na Stary Konstantynów i złączywszy się po drodze z oddziałami Ostrogskiego stanął na ich czele. Pod wpływem zagrożenia Konstantynowa przez wojsko kozackie płk. Krzywonosa połączył się z ks. Jaremą Wiśniowieckim. Wyróżnił się w bitwie pod Konstantynowem (26–28 lipca); m.in. na czele 200 muszkieterów i paru działek powstrzymał ogniem Kozaków od przeprawy przez Słucz.
Po klęsce pod Korsuniem, sejm konwokacyjny powierzył dowództwo wojsk polskich, w miejsce wziętych do niewoli hetmanów, regimentarzom: Dominikowi Zasławskiemu-Ostrogskiemu, Mikołajowi Ostrorogowi i Aleksandrowi Koniecpolskiemu. Osiński do sił głównych regimentarzy dołączył 9 września. Pod Piławce wojska doszły 20 września.
W bitwie pod Piławcami 23–25 września Osiński brał udział w walkach o groble w nocy z 22 na 23 września; po ucieczce większej części wojsk pozostał w obozie na czele większego zgrupowania piechoty (ok. 8000). Wycofał się dopiero na rozkaz Ostrogskiego jako ostatni. W czasie odwrotu doszło jednak do paniki i wśród jego sił i pod Lwów dotarł z niewielkim oddziałem. Niemniej jednak Piławce okryły go sławą; chwalono go i zalecano jako „wielkiego kawalera”
Ze Lwowa Osiński został wyprawiony 2 października przez Jeremiego Wiśniowieckiego na sejm elekcyjny do Warszawy w celu uzyskania posiłków. Na sejmie zdał relację z przebiegu działań. Maciej Łubieński, ówczesny prymas Polski, na posiedzeniu 9 października zaproponował oddać oddziały piechoty i dragonii wystawiane przez magnatów pod dowództwo Osińskiego i skierować pod Lwów. Jednak wobec groźby zaatakowania Warszawy przez Kozaków postanowiono z części oddziałów nadwornych stworzyć grupę osłaniającą zgromadzenie elekcyjne pod Warszawą i oddać je pod dowództwo Osińskiego i Jerzego Rzeczyckiego. Osiński podpisał elekcję Jana Kazimierza jako poseł z woj. wileńskiego. W listopadzie ukończył werbunek nowych oddziałów piechoty, ale prawdopodobnie nie wziął udziału w walkach.
Osiński zmarł na początku roku 1649. Był żonaty; o jego żonie wiadomo jednak tylko tyle, że po jego śmierci wyszła powtórnie za mąż za Aleksandra Buchowieckiego, podkomorzego grodzieńskiego.
Osiński występuje epizodycznie w „Ogniem i mieczem” Henryka Sienkiewicza.